# حاوية نفايات

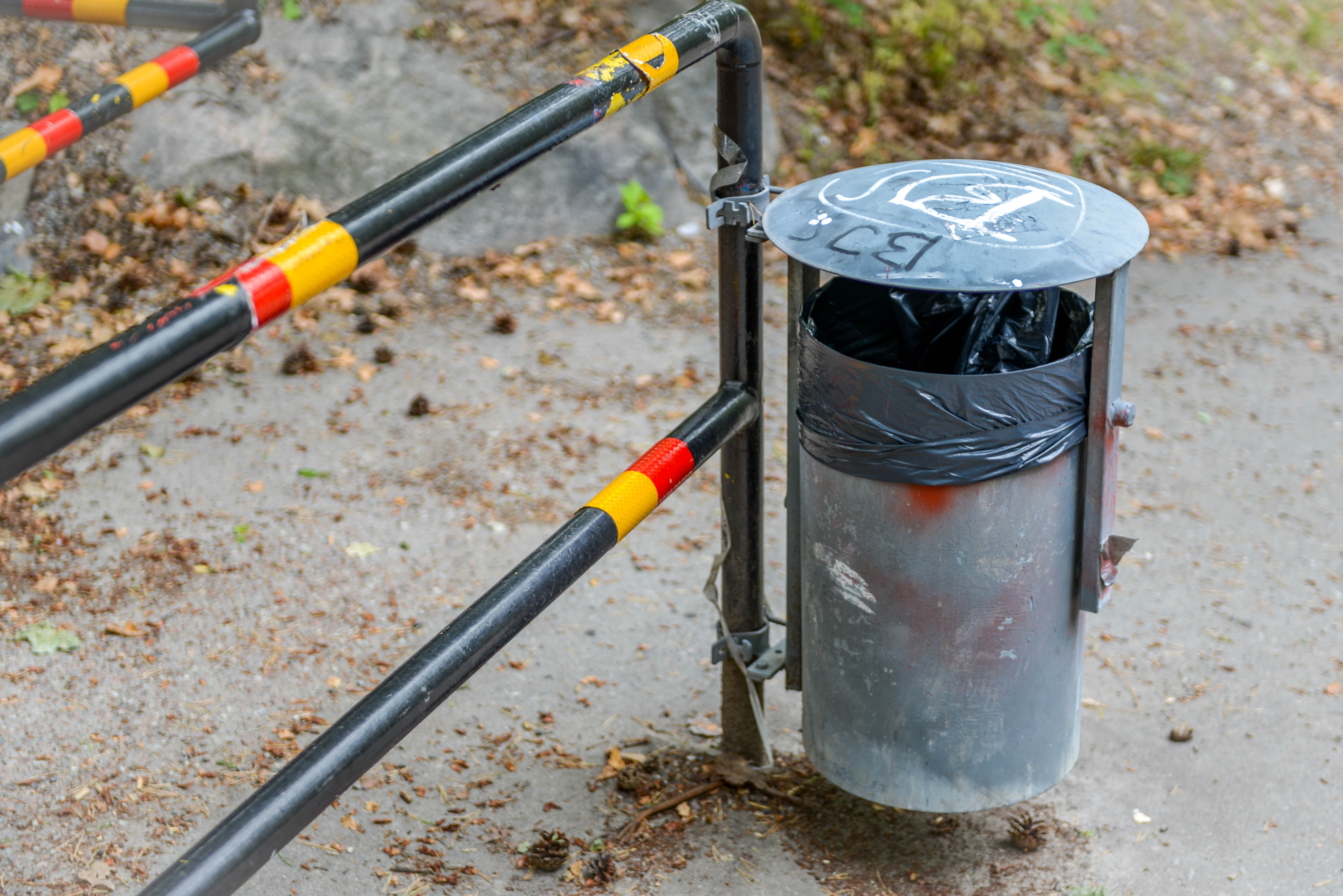
حاوية نفايات عامة في السويد

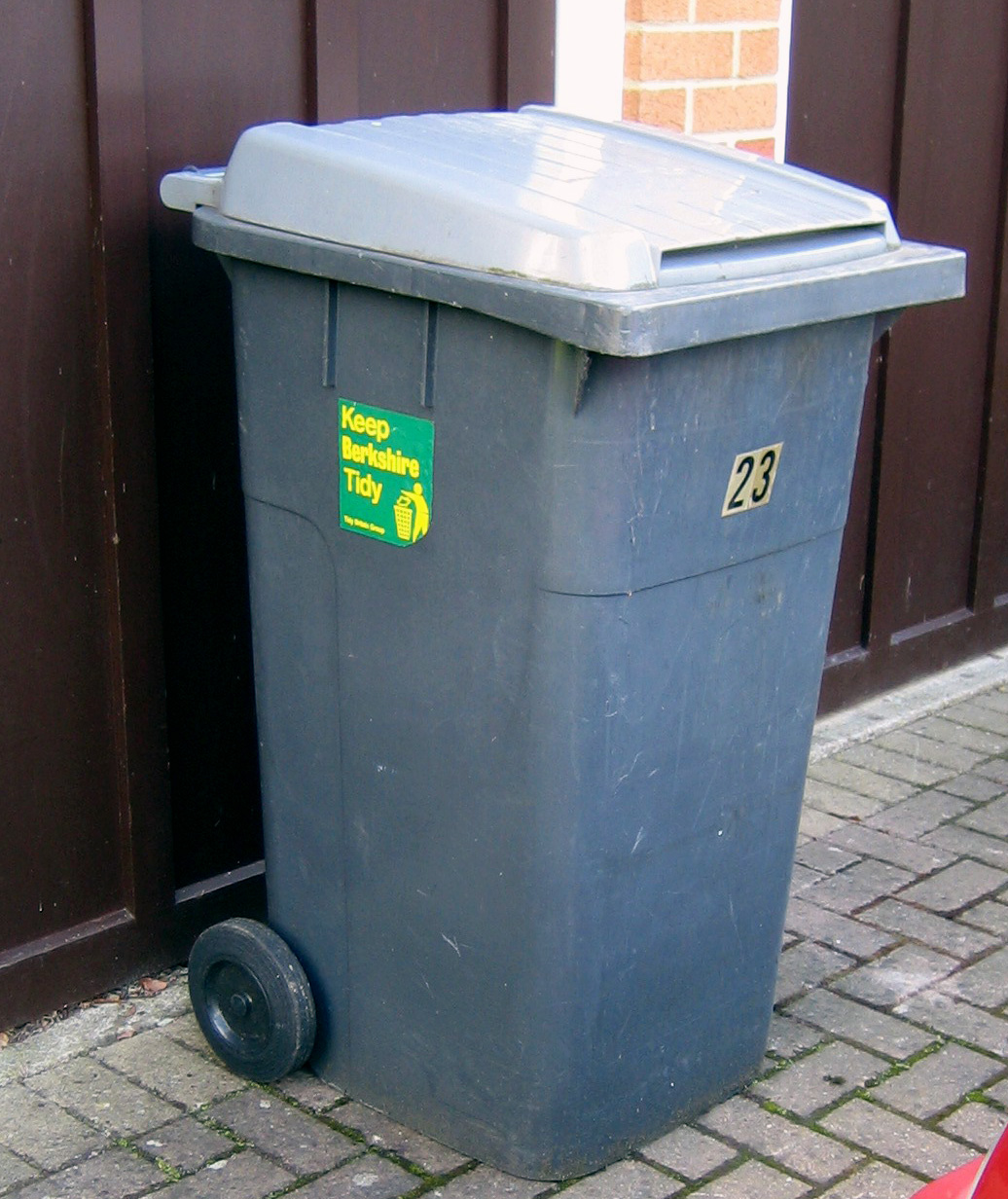
حاوية نفايات خاصة في بيركشاير ، إنجلترا

حاوية النفايات هي حاوية لتخزين النفايات مؤقتًا، وعادة ما تكون مصنوعة من المعدن أو البلاستيك. بعض المصطلحات الشائعة لها هي سلة المهملات، وصندوق القمامة. قد يشير مصطلح «النفايات» إلى نفايات الطعام على وجه التحديد (عند تمييزها عن «القمامة») أو النفايات الصلبة البلدية بشكل عام. في عام 1875، تم إدخال أول صناديق قمامة منزلية في بريطانيا.

## جمع النفايات العامة
في العديد من المدن والبلدات، توجد خدمة عامة لجمع النفايات تجمع بانتظام النفايات المنزلية من المباني الخارجية وما إلى ذلك. يتم تحميل هذا في شاحنة قمامة ويتم نقله إلى مكب نفايات أو محرقة أو منشأة سحق ليتم التخلص منها. عادة ما تكون حاويات النفايات المنزلية إما:
- علب القمامة، أوعية مصنوعة من المعدن أو البلاستيك
- صناديق مصممة، صناديق بلاستيكية متحركة وخفيفة [بحاجة لمصدر] [ بحاجة لمصدر ]

في بعض المناطق، تملك كل أسرة على صناديق متعددة لفئات مختلفة من القمامة (عادة ما يتم تمثيلها بالألوان) اعتمادًا على ملاءمتها لإعادة التدوير.

## صناديق القمامة العامة

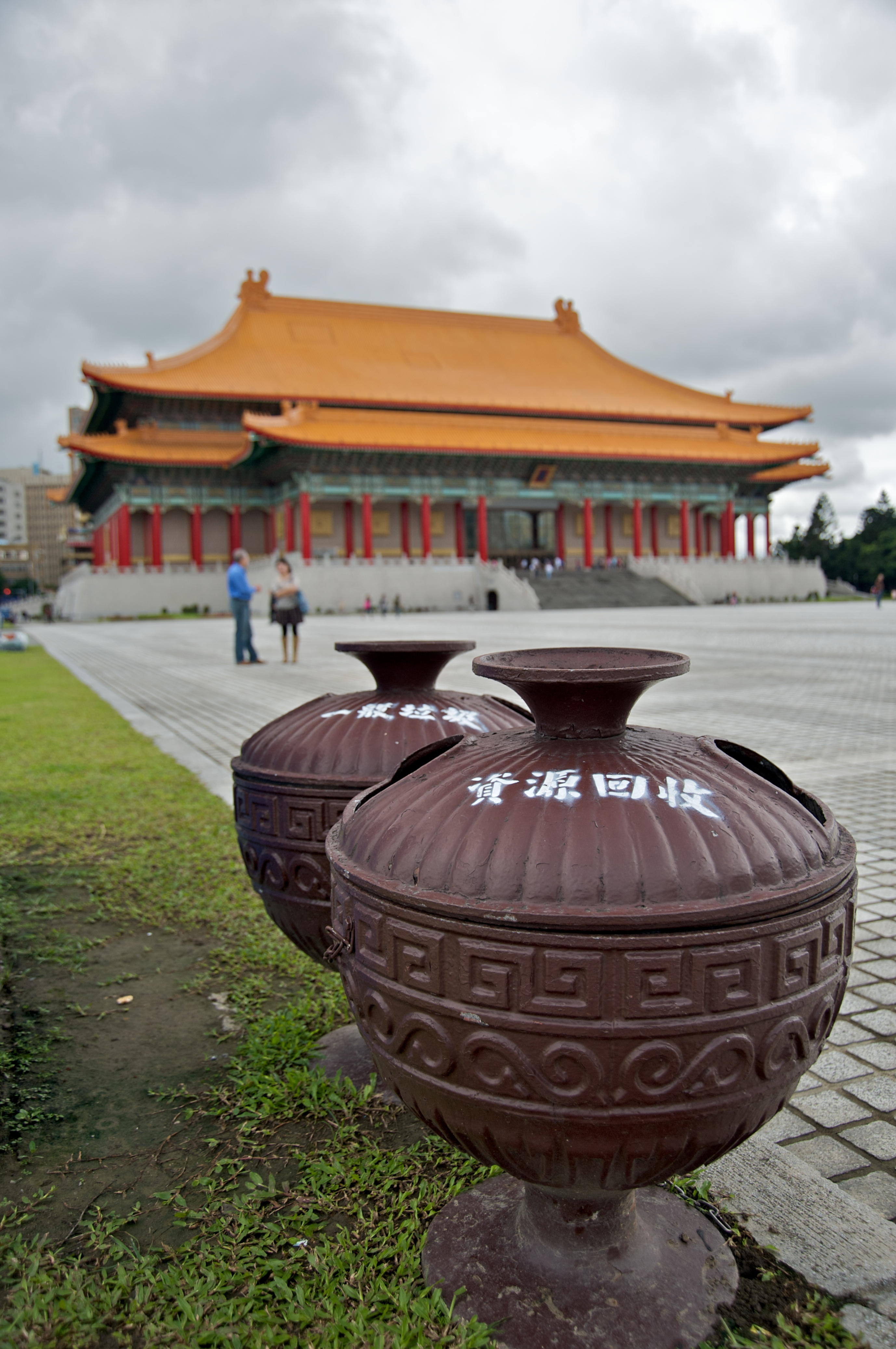
حاويات النفايات في المسرح الوطني في تايبيه، تايوان

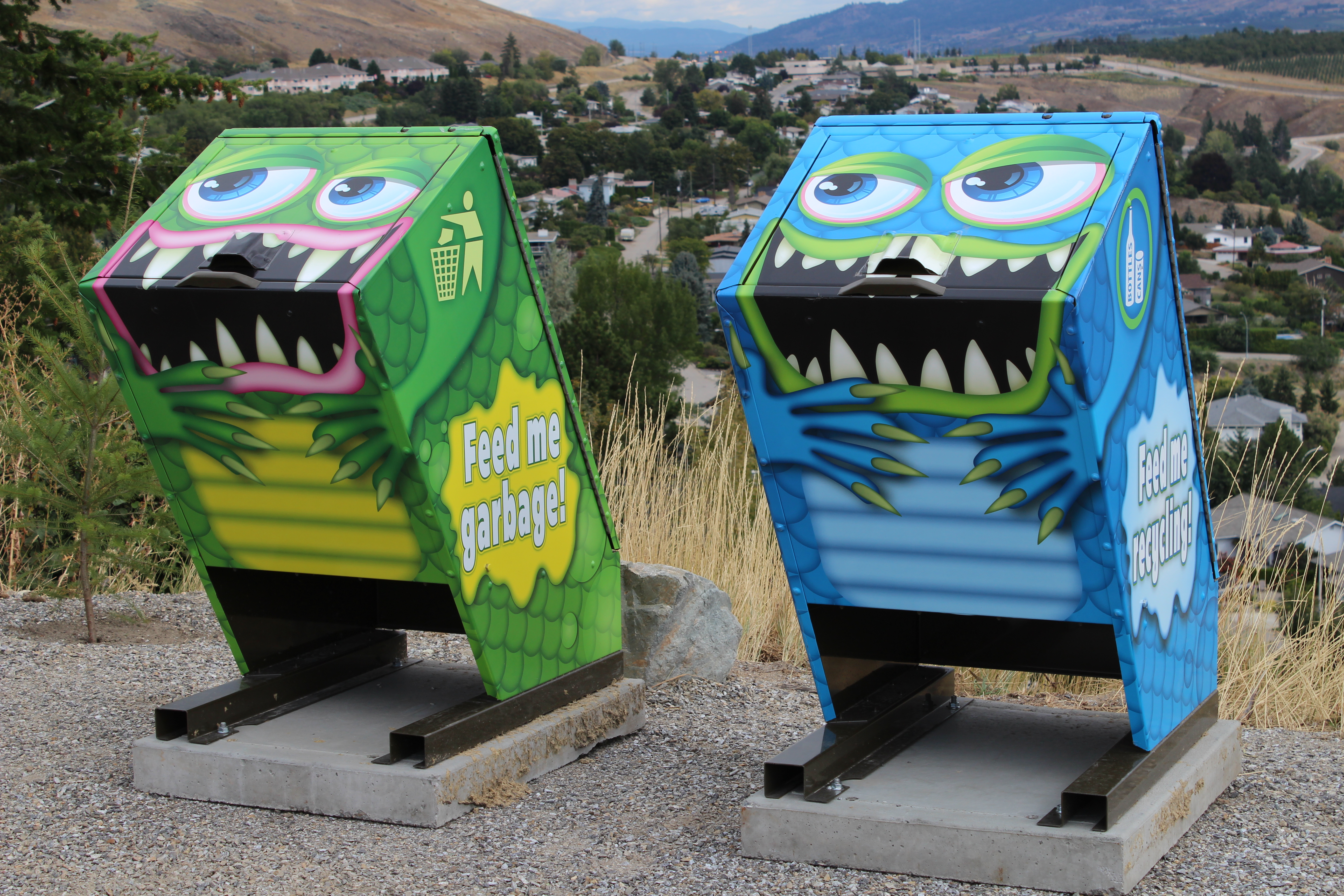
فن على حاويات النفايات

الأماكن العامة، مثل الحدائق، وغالبا ما تكون القمامة صناديق وضعت لتحسين البيئة الاجتماعية من خلال تشجيع الناس على عدم إلقاء المخلفات. عادة ما يتم تثبيت هذه الصناديق في الأماكن الخارجية أو الأماكن العامة المزدحمة الأخرى على الأرض أو الجدار لتثبيط السرقة، والحد من التخريب، ولتحسين مظهرها تكون أحيانًا فنية أو لطيفة عن عمد. في المناطق الحضرية الكثيفة، يتم تخزين القمامة تحت الأرض تحت الحاوية. تحتوي بعض علب القمامة على أكياس بلاستيكية للمساعدة في احتواء السوائل.

## تصميمات

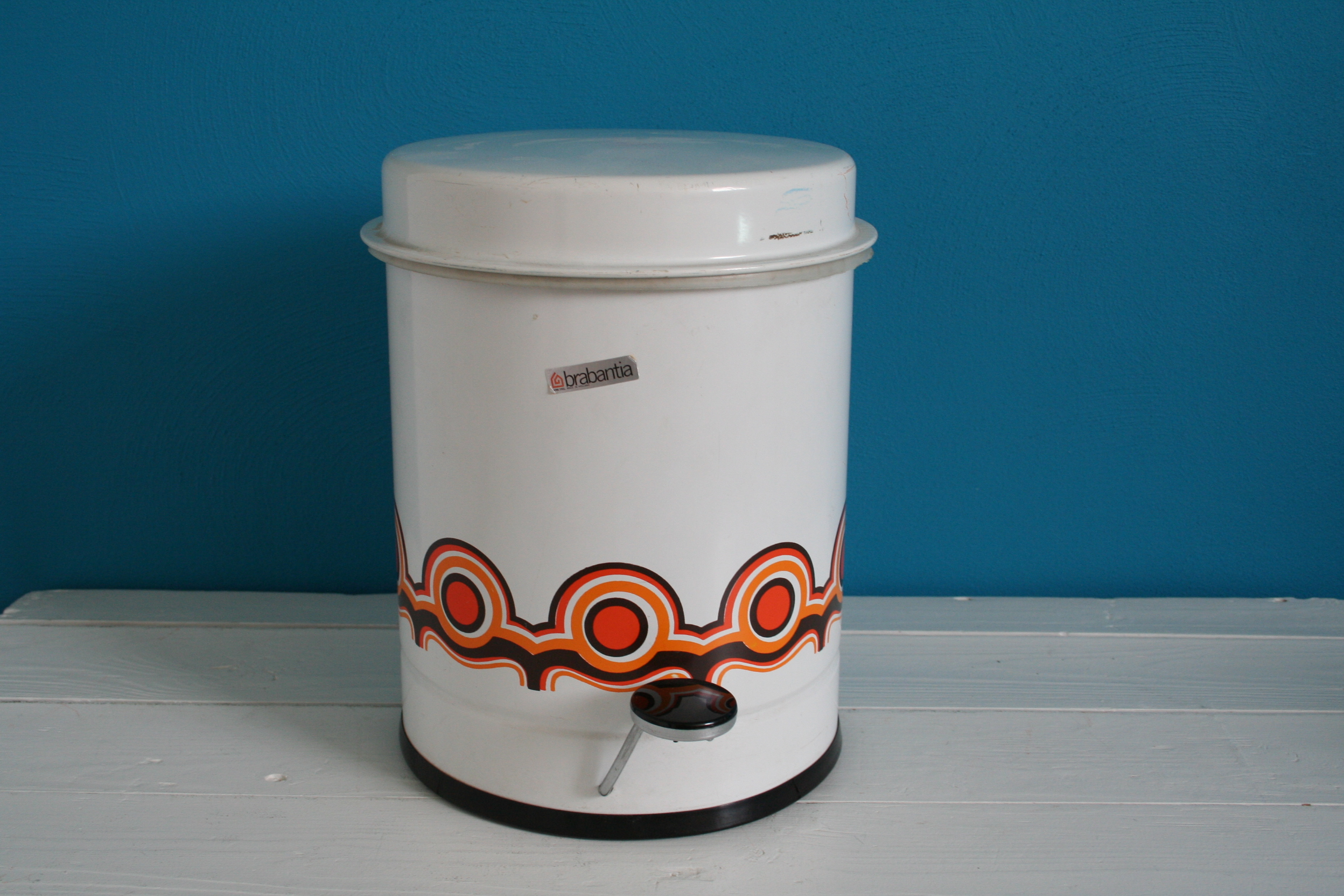
حاوية دواسة عام 1972

حاوية الدواسة عبارة عن حاوية بغطاء يتم فتحها بواسطة دواسة قدم. قامت ليليان مولر جيلبرث (مهندسة صناعية وخبيرة كفاءة وأم لطفلة ) باختراع سلة الدواسات في عشرينيات القرن العشرين للتخلص من نفايات المطبخ. تتيح دواسة القدم للمستخدم فتح الغطاء دون لمسه بأيديهم.